# Mureils
Mureils ist eine ehemalige französische Gemeinde im Département Drôme. Mureils gehörte zum Arrondissement Valence und zum Kanton Saint-Vallier. Die Ortschaft hat 484 Einwohner (Stand: 1. Januar 2022), die Mureillois genannt werden.
Der Erlass vom 19. Oktober 2021 legte mit Wirkung zum 1. Januar 2022 die Eingliederung von Mureils als Commune déléguée zusammen mit der früheren Gemeinde La Motte-de-Galaure zur neuen Commune nouvelle Saint-Jean-de-Galaure fest.

## Geographie
Mureils liegt etwa 25 Kilometer nordnordöstlich von Valence an der Galaure.
Umgeben wird Mureils von den Nachbargemeinden und der delegierten Gemeinde:
| Fay-le-Clos                            | Anneyron                                    | Châteauneuf-de-Galaure |
|                                        | Kompassrose, die auf Nachbargemeinden zeigt |                        |
| La Motte-de-Galaure (Commune déléguée) | Claveyson                                   | Saint-Avit             |

## Bevölkerungsentwicklung
| Jahr                       | 1911 | 1962 | 1968 | 1975 | 1982 | 1990 | 1999 | 2008 | 2018 |
| -------------------------- | ---- | ---- | ---- | ---- | ---- | ---- | ---- | ---- | ---- |
| Einwohner                  | 395  | 290  | 246  | 244  | 234  | 272  | 307  | 348  | 469  |
| Quellen: Cassini und INSEE |      |      |      |      |      |      |      |      |      |

## Sehenswürdigkeiten
- Kirche Saint-Jean

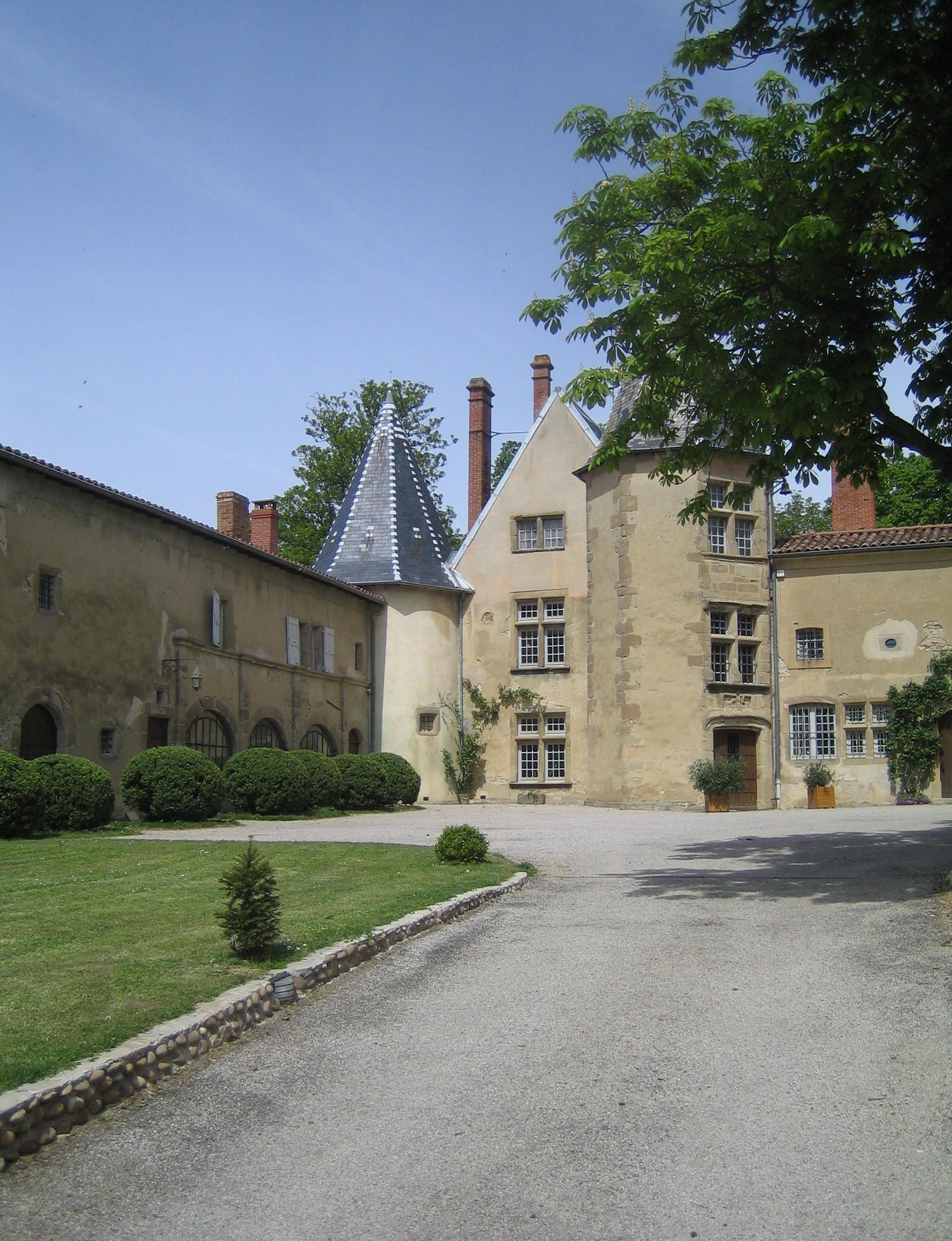
Schloss La Bretonnière
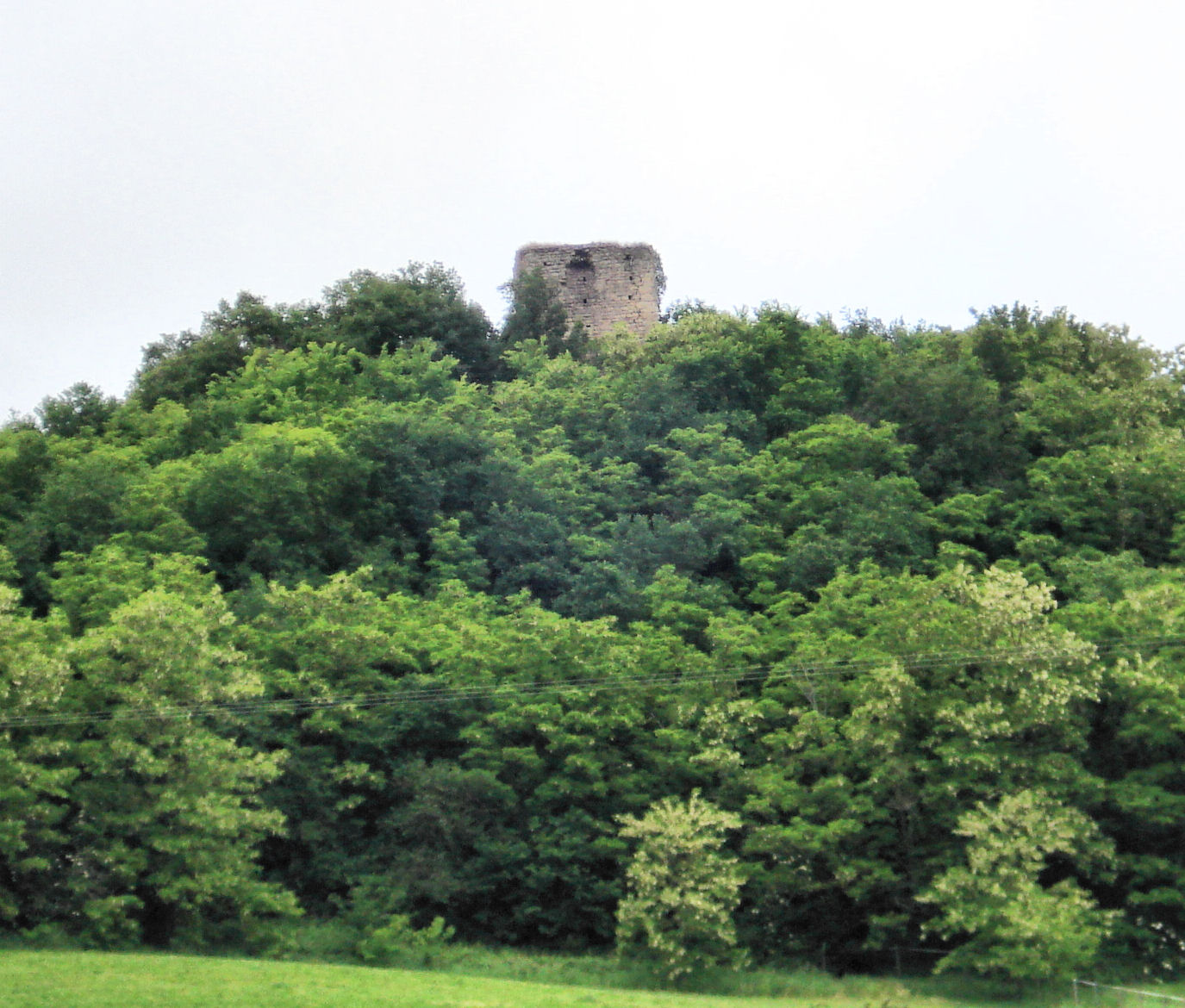
Ruine des Donjon

- Ruinen eines Donjon

- Schloss La Bretonnière
- Ruine des Donjon